# راؤول جي. ساليناس
راؤول جي. ساليناس (بالإنجليزية: Raul G. Salinas)‏ هو سياسي أمريكي، ولد في 8 نوفمبر 1947 في اليس في الولايات المتحدة. حزبياً، نشط في الحزب الديمقراطي.